# Alstonia marquisensis
Alstonia marquisensis là một loài thực vật]] thuộc họ Apocynaceae. Đây là loài đặc hữu của Polynésie thuộc Pháp.